# Hinojos
Hinojos és un poble de la província de Huelva (Andalusia), que pertany a la comarca d'El Condado. Limita amb Almonte, Pilas, Chucena i Villamanrique de la Condesa.
| 1996 | 1998 | 1999 | 2000 | 2001 | 2002 | 2003 | 2004 | 2005 | 2006 |
| ---- | ---- | ---- | ---- | ---- | ---- | ---- | ---- | ---- | ---- |
| 3482 | 3529 | 3548 | 3556 | 3544 | 3601 | 3591 | 3683 | 3726 | 3797 |